# أرش ماكدونالد
أرش ماكدونالد (بالإنجليزية: Arch McDonald)‏ هو معلق رياضي أمريكي، ولد في 23 مايو 1901، وتوفي في 16 أكتوبر 1960.